# Paralephana barnsi
Paralephana barnsi là một loài bướm đêm trong họ Noctuidae.